# Milichia albomaculata
Milichia albomaculata is een vliegensoort uit de familie van de Milichiidae. De wetenschappelijke naam van de soort is voor het eerst geldig gepubliceerd in 1900 door Strobl.